# Bayramaliler, İhsaniye
Bayramaliler là một xã thuộc huyện İhsaniye, tỉnh Afyonkarahisar, Thổ Nhĩ Kỳ. Dân số thời điểm năm 2011 là 421 người.